# Lavinia Wilson
Lavinia Wilson (Monaco di Baviera, 8 marzo 1980) è un'attrice e regista tedesca.

## Biografia
Lavinia Wilson è nata a Monaco di Baviera. È particolarmente nota per aver interpretato un ruolo nel film Æon Flux - Il futuro ha inizio, così come nelle serie televisive Tatort e Deutschland 86.  Ha vinto diversi premi, tra cui nel 2005 il Max-Ophüls-Preis e nel 2010 il Premio Adolf Grimme, come miglior attrice.

## Filmografia

### Cinema
- Leise Schatten, regia di Sherry Hormann (1992)
- Chopin - Bilder einer Trennung, regia di Klaus Kirschner (1993)
- Waxwing, regia di Beryl Schennen - cortometraggio (1998)
- Poppen, regia di Marco Petry - cortometraggio (1999)
- Tu non ucciderai! (20.13 - Mord im Blitzlicht), regia di John Bradshaw (2000)
- Schule, regia di Marco Petry (2000)
- Julietta, regia di Christoph Stark (2001)
- Schussangst, regia di Dito Tsintsadze (2003)
- Allein, regia di Thomas Durchschlag (2004)
- Floh!, regia di Christine Wiederkehr - cortometraggio (2005)
- Æon Flux - Il futuro ha inizio (Æon Flux), regia di Karyn Kusama (2005)
- Hüttenzauber, regia di Clemens Pichler (2005)
- Leben auf Hochglanz, regia di Dirk Hendler e Franziska Runge - cortometraggio (2007)
- Freigesprochen, regia di Peter Payer (2007)
- Tandoori Love, regia di Oliver Paulus (2008)
- Lulu und Jimi, regia di Oskar Roehler (2009)
- Entzauberungen, regia di Andreas Pieper (2010)
- Weil ich schöner bin, regia di Friedrich Schlaich (2012)
- Quellen des Lebens, regia di Oskar Roehler (2013)
- Scoßgebete, regia di Sönke Wortmann (2014)
- Heil, regia di Dietrich Brüggemann (2015)
- Outside the Box, regia di Philip Koch (2015)
- Männertag, regia di Holger Haase (2016)
- Hey Bunny, regia di Barnaby Metschurat e Lavinia Wilson (2016)
- Holy Moms, regia di Johanna Thalmann - cortometraggio (2018)
- Enkel für Anfänger, regia di Wolfgang Groos (2020)
- La vita che volevamo (Was wir wollten), regia di Ulrike Kofler (2020)
- Alle für Ella, regia di Teresa Fritzi Hoerl (2022)

### Televisione
- Todesreigen, regia di Vivian Naefe – film TV (1993)
- Helmut Zierl Special, regia di Marco Serafini – film TV (1995)
- Das erste Mal, regia di Connie Walter – film TV (1996)
- Eine ungehorsame Frau, regia di Vivian Naefe – film TV (1998)
- Zimmer mit Frühstück, regia di Michael Verhoeven – film TV (2000)
- Vier Meerjungfrauen, regia di René Heisig – film TV (2001)
- Ein starkes Team – serie TV, episodio 1x20 (2001)
- Der Wannsee-Mörder, regia di Jörg Lühdorff – film TV (2002)
- Damals warst Du still, regia di Rainer Matsutani – film TV (2005)
- Vier Meerjungfrauen II - Liebe à la carte, regia di Ulrich Zrenner – film TV (2006)
- Die Familienanwältin – serie TV, episodio 1x07 (2006)
- Mutig in die neuen zeiten: Nur keine wellen, regia di Harald Sicheritz – film TV (2006)
- Der letzte Zeuge – serie TV, 6 episodi (2007)
- Eine stürmische Bescherung, regia di Ulrich Zrenner – film TV (2007)
- Monogamie für Anfänger, regia di Marc Malze – film TV (2008)
- Marie Brand e il ritorno al passato (Marie Brand und die tödliche Gier), regia di René Heisig – film TV (2008)
- Frau Böhm sagt Nein, regia di Connie Walter – film TV (2009)
- Tod aus der Tiefe, regia di Hans Horn – film TV (2009)
- Ein Dorf sieht Mord, regia di Walter Weber – film TV (2009)
- Lenz, regia di Andreas Morell – film TV (2009)
- Tod einer Schülerin, regia di Mark Schlichter – film TV (2010)
- 2030 - Aufstand der Jungen, regia di Jörg Lühdorff – film TV (2010)
- Lisas Fluch, regia di Petra Katharina Wagner – film TV (2011)
- Wilsberg – serie TV, episodio 1x31 (2011)
- Der letzte schöne Tag, regia di Johannes Fabrick – film TV (2011)
- Kommissar Stolberg (Stolberg) – serie TV, episodio 10x04 (2012)
- Rosa Roth – serie TV, episodio 1x30 (2012)
- Ultima traccia: Berlino (Letzte Spur Berlin) – serie TV, episodio 1x03 (2012)
- Flemming – serie TV, episodio 3x03 (2012)
- Il commissario Schumann (Der Kriminalist) – serie TV, episodio 7x02 (2012)
- Sechzehneichen, regia di Henk Handloegten – film TV (2012)
- Blutgeld, regia di René Heisig – film TV (2013)
- Il commissario Lanz (Die Chefin) – serie TV, episodio 3x02 (2013)
- Zu mir oder zu Dir?, regia di Ingo Rasper – film TV (2014)
- Tutta la verità su mia madre (Die Tote aus der Schlucht), regia di Christian Theede – film TV (2014)
- Simon sagt 'Auf Wiedersehen' zu seiner Vorhaut, regia di Viviane Andereggen – film TV (2015)
- Anne e il re di Dresda (Anne und der König von Dresden), regia di Karola Meeder – film TV (2017)
- Laim und die Zeichen des Todes, regia di Michael Schneider – film TV (2017)
- Mordkommission Königswinkel, regia di Thomas Nennstiel – film TV (2017)
- Bad Cop: Kriminell gut – serie TV, episodio 1x05 (2017)
- Löwenzahn – serie TV, episodio 37x01 (2017)
- Tatort – serie TV, 5 episodi (2004-2018)
- Deutschland 86 – miniserie TV, 10 puntate (2018)
- Il commissario Heller (Kommissarin Heller) – serie TV, episodio 1x09 (2019)
- Herzkino.Märchen – serie TV, episodio 2x01 (2019)
- Drinnen - Im Internet sind alle gleich – serie TV, 15 episodi (2020)
- Andere Eltern – serie TV, 15 episodi (2019–2020)
- Deutschland 89 – miniserie TV, 8 puntate (2020)
- The Billion Dollar Code – miniserie TV, 4 puntate (2021)
- Legal Affairs – serie TV, 8 episodi (2021)
- Cassandra – miniserie Netflix, 6 episodi (2025)

## Riconoscimenti
- 2004 – Nuremberg Film Festival Turkey-Germany
  - Candidatura per la migliore attrice per Schussangst
- 2005 – Max Ophüls Festival
  - Miglior attrice esordiente per Allein
- 2008 – Undine Awards
  - Vincitrice dell'Audience Awards per Freigesprochen
- 2009 – Baden Baden Film Festival
  - Miglior attrice per Frau Böhm sagt Nein
- 2010 – Premio Adolf Grimme
  - Miglior attrice per Frau Böhm sagt Nein